# Serhou Guirassy
Serhou Yadaly Guirassy (Arles, 12 marzo 1996) è un calciatore francese naturalizzato guineano, attaccante del Borussia Dortmund e della nazionale guineana.

## Caratteristiche tecniche
Punta centrale, nelle sue abilità di tiro riesce a combinare potenza e precisione. Quando attacca fa prevalere l'atletismo e la capacità di muoversi nella giusta tempistica. È un attaccante creativo, sa come addomesticare la palla, riesce a tagliare bene in area di rigore e sa calciare con entrambi i piedi. Forte nel colpo di testa, ha una buona affidabilità su penalty.

## Carriera

### Club

#### Gli inizi
Prodotto delle giovanili del Laval, compie il suo debutto in prima squadra nel 2013. In due stagioni mette a segno complessivamente 6 reti in 33 partite.
Nel luglio 2015 si trasferisce al Lilla, con cui firma un contratto quadriennale.  Dopo sei mesi in cui trova poco spazio, passa in prestito secco all'Auxerre dove trova il posto da titolare e un'ottima continuità nella seconda divisione. Segna otto reti nel campionato, la prima contro il Tours vincendo per 2-1, sigla un gol sconfiggendo il Thonon Évian per 3-1, segna una rete pure contro il Red Star e il Digione vincendo entrambi i match per 2-0, l'ultimo gol lo realizza nel successo per 3-2 battendo il Sochaux.

#### Colonia e Amiens
Viene acquistato per 3,8 milioni di euro dal Colonia. In Bundesliga resta due anni, nella prima stagione gioca poco a causa di un problema al ginocchio destro, nella seconda troverà spazio come esterno destro d'attacco. In due anni realizza 12 reti in 51 partite. A fine stagione viene acquistato dall'Amiens per sei milioni di euro facendo ritorno in Francia, salterà comunque tutta la prima stagione a causa di un'operazione al ginocchio.
Il 15 febbraio 2020, segna una storica doppietta nel pareggio per 4-4 contro il Paris Saint-Germain con il suo secondo gol che ha pareggiato la partita nei tempi di recupero. Tuttavia l'Amiens è retrocesso mentre era al 19º posto, quando il campionato è stato sospeso prematuramente in seguito allo scoppio della pandemia di COVID-19 in Francia. Conclude la seconda stagione con 28 presenze e 13 reti.

#### Rennes
Il 27 agosto 2020 si impegna ufficialmente per cinque anni con il Rennes che paga il suo cartellino 13 milioni di euro diventando il quinto acquisto più costoso nella storia dello Stade Rennes. Il 20 ottobre 2020 contro il Krasnodar ha segnato il primo gol nella storia del club in Champions League. Nella prima stagione realizza 10 reti in 29 partite.

#### Stoccarda
Il 4 luglio 2022 passa in prestito con obbligo di riscatto a 15 milioni di euro allo Stoccarda in Bundesliga. Conclude la prima stagione con 12 reti in 24 partite con la squadra che si salverà solo allo spareggio contro l'Amburgo.
Nella stagione 2023-24, segna dieci gol nelle prime cinque partite, inclusa la sua prima tripletta in Bundesliga contro il Magonza, pareggiando il record di Robert Lewandowski della stagione 2020-21. Raggiunge quota 15 gol in campionato alla sua nona partita giocata grazie al rigore segnato contro il Borussia Dortmund. Il 13 aprile lo Stoccarda batte 3-0 l'Eintracht Francoforte, con Guirassy che realizza il 25º gol in campionato e supera il precedente record di marcature con la maglia dello Stoccarda appartenente a Mario Gómez. Qualche giorno dopo vince il premio di miglior giocatore del mese di Marzo, per la seconda volta in stagione dopo quello di settembre 2023. Nell'ultima partita della stagione segna una doppietta nella vittoria per 4-0 contro il Borussia M'gladbach, concludendo il suo campionato con 28 gol in 28 partite, dietro solo ad Harry Kane.

#### Borussia Dortmund
Il 18 luglio 2024 viene ingaggiato dal Borussia Dortmund, altro club tedesco con il quale firma un contratto quadriennale, che ha pagato la sua clausola rescissoria da circa 18 milioni di euro. Realizza un poker in Bundesliga battendo per 6-0 l'Union Berlin. Nella Champione League segna 13 gol, è autore di una doppietta battendo prima per 7-1 il Celtic e poi per 3-1 lo Šachtar, con lo stesso risultato si conclude la partita vinta contro il Barcellona dove Guirassy segna una tripletta e a fine competizione si aggiudica il titolo di capocannoniere.

### Nazionale
Debutta con la nazionale della Guinea il 25 marzo 2022 in un pareggio contro il Sudafrica. Realizza il suo primo gol per la Guinea il 14 giugno 2023 perdendo per 2-1 contro l'Egitto. Il 12 ottobre 2024 segna una tripletta contribuendo alla vittoria per 4-1 battendo l'Etiopia.

## Statistiche

### Presenze e reti nei club
Statistiche aggiornate al 5 luglio 2025.
| Stagione         | Squadra           | Campionato       | Campionato | Campionato | Coppe nazionali | Coppe nazionali | Coppe nazionali | Coppe continentali | Coppe continentali | Coppe continentali | Altre coppe | Altre coppe | Altre coppe | Totale | Totale | Totale |
| Stagione         | Squadra           | Comp             | Pres       | Reti       | Comp            | Pres            | Reti            | Comp               | Pres               | Reti               | Comp        | Pres        | Reti        | Pres   | Reti   |        |
| ---------------- | ----------------- | ---------------- | ---------- | ---------- | --------------- | --------------- | --------------- | ------------------ | ------------------ | ------------------ | ----------- | ----------- | ----------- | ------ | ------ | ------ |
| 2012-2013        | Laval 2           | DH               | 1          | 0          | -               | -               | -               | -                  | -                  | -                  | -           | -           | -           | 1      | 0      |        |
| 2013-2014        | Laval 2           | CFA2             | 16         | 14         | -               | -               | -               | -                  | -                  | -                  | -           | -           | -           | 18     | 14     |        |
| Totale Laval 2   | Totale Laval 2    | Totale Laval 2   | 17         | 14         |                 | -               | -               |                    | -                  | -                  |             | -           | -           | 17     | 14     |        |
| 2014-2015        | Laval             | L2               | 33         | 6          | CF+CL           | 2+3             | 1+0             | -                  | -                  | -                  | -           | -           | -           | 38     | 7      |        |
| 2015-gen. 2016   | Lilla 2           | CFA2             | 4          | 4          | CF+CL           | -               | -               | -                  | -                  | -                  | -           | -           | -           | 4      | 4      |        |
| 2015-gen. 2016   | Lilla             | L1               | 8          | 0          | CF+CL           | 0+1             | 0+1             | -                  | -                  | -                  | -           | -           | -           | 9      | 1      |        |
| gen.-giu. 2016   | Auxerre           | L2               | 16         | 8          | CF+CL           | 0               | 0               | -                  | -                  | -                  | -           | -           | -           | 16     | 8      |        |
| ott. -nov.2016   | Colonia II        | RWest            | 4          | 2          |                 | -               | -               | -                  | -                  | -                  | -           | -           | -           | 4      | 2      |        |
| 2016-2017        | Colonia           | BL               | 6          | 0          | CG              | -               | -               | -                  | -                  | -                  | -           | -           | -           | 6      | 0      |        |
| sett. 2017       | Colonia II        | RWest            | 1          | 0          |                 | -               | -               | -                  | -                  | -                  | -           | -           | -           | 1      | 0      |        |
| 2017-2018        | Colonia           | BL               | 15         | 4          | CG              | 2               | 1               | UEL                | 5                  | 2                  | -           | -           | -           | 22     | 7      |        |
| 2018 -gen.2019   | Colonia           | BL2              | 16         | 2          | CG              | 1               | 0               |                    | -                  | -                  | -           | -           | -           | 17     | 2      |        |
| Totale Colonia   | Totale Colonia    | Totale Colonia   | 37         | 6          |                 | 3               | 1               |                    | 5                  | 2                  |             | -           | -           | 45     | 9      |        |
| gen.-giu. 2019   | Amiens            | L1               | 13         | 3          | CF+CL           | 0               | 0               | -                  | -                  | -                  | -           | -           | -           | 13     | 3      |        |
| 2019-2020        | Amiens            | L1               | 24         | 10         | CF+CL           | 1+0             | 0+0             | -                  | -                  | -                  | -           | -           | -           | 24     | 10     |        |
| Totale Amiens    | Totale Amiens     | Totale Amiens    | 37         | 13         |                 | 1+0             | 0+0             |                    |                    |                    |             | -           | -           | 38     | 13     |        |
| 2020-2021        | Rennes            | L1               | 28         | 10         | CF              | 1               | 1               | UCL                | 4                  | 2                  | -           | -           | -           | 33     | 13     |        |
| 2021-2022        | Rennes            | L1               | 37         | 9          | CF              | 2               | 0               | UECL               | 9                  | 3                  | -           | -           | -           | 48     | 12     |        |
| Totale Rennes    | Totale Rennes     | Totale Rennes    | 65         | 19         |                 | 3               | 1               |                    | 13                 | 5                  |             | -           | -           | 81     | 25     |        |
| 2022-2023        | Stoccarda         | BL               | 24         | 12         | CG              | 4               | 2               | -                  | -                  | -                  | -           | -           | -           | 28     | 14     |        |
| 2023-2024        | Stoccarda         | BL               | 28         | 28         | CG              | 2               | 2               | -                  | -                  | -                  | -           | -           | -           | 30     | 30     |        |
| Totale Stoccarda | Totale Stoccarda  | Totale Stoccarda | 52         | 40         |                 | 6               | 4               |                    | -                  | -                  |             | -           | -           | 58     | 44     |        |
| 2024-2025        | Borussia Dortmund | BL               | 30         | 21         | CG              | 1               | 0               | UCL                | 14                 | 13                 | Cmc         | 5           | 4           | 50     | 38     |        |
| Totale carriera  | Totale carriera   | Totale carriera  | 304        | 133        |                 | 20              | 8               |                    | 32                 | 20                 |             | 5           | 4           | 361    | 165    |        |

### Cronologia presenze e reti in nazionale
| Cronologia completa delle presenze e delle reti in nazionale ― Guinea | Cronologia completa delle presenze e delle reti in nazionale ― Guinea | Cronologia completa delle presenze e delle reti in nazionale ― Guinea | Cronologia completa delle presenze e delle reti in nazionale ― Guinea | Cronologia completa delle presenze e delle reti in nazionale ― Guinea | Cronologia completa delle presenze e delle reti in nazionale ― Guinea | Cronologia completa delle presenze e delle reti in nazionale ― Guinea | Cronologia completa delle presenze e delle reti in nazionale ― Guinea |
| Data                                                                  | Città                                                                 | In casa                                                               | Risultato                                                             | Ospiti                                                                | Competizione                                                          | Reti                                                                  | Note                                                                  |
| --------------------------------------------------------------------- | --------------------------------------------------------------------- | --------------------------------------------------------------------- | --------------------------------------------------------------------- | --------------------------------------------------------------------- | --------------------------------------------------------------------- | --------------------------------------------------------------------- | --------------------------------------------------------------------- |
| 25-3-2022                                                             | Kortrijk                                                              | Sudafrica                                                             | 0 – 0                                                                 | Guinea                                                                | Amichevole                                                            | -                                                                     |                                                                       |
| 5-6-2022                                                              | Il Cairo                                                              | Egitto                                                                | 1 – 0                                                                 | Guinea                                                                | Qual. Coppa d'Africa 2023                                             | -                                                                     |                                                                       |
| 9-6-2022                                                              | Conakry                                                               | Guinea                                                                | 1 – 0                                                                 | Malawi                                                                | Qual. Coppa d'Africa 2023                                             | -                                                                     |                                                                       |
| 23-9-2022                                                             | Orano                                                                 | Algeria                                                               | 1 – 0                                                                 | Guinea                                                                | Amichevole                                                            | -                                                                     |                                                                       |
| 27-9-2022                                                             | Amiens                                                                | Costa d'Avorio                                                        | 3 – 1                                                                 | Guinea                                                                | Amichevole                                                            | -                                                                     |                                                                       |
| 14-6-2023                                                             | Marrakech                                                             | Egitto                                                                | 2 – 1                                                                 | Guinea                                                                | Qual. Coppa d'Africa 2023                                             | 1                                                                     |                                                                       |
| 17-6-2023                                                             | Barcellona                                                            | Brasile                                                               | 4 – 1                                                                 | Guinea                                                                | Amichevole                                                            | 1                                                                     | 65’                                                                   |
| 9-9-2023                                                              | Lilongwe                                                              | Malawi                                                                | 2 – 2                                                                 | Guinea                                                                | Qual. Coppa d'Africa 2023                                             | -                                                                     | 72’                                                                   |
| 13-10-2023                                                            | Setúbal                                                               | Guinea                                                                | 1 – 0                                                                 | Guinea-Bissau                                                         | Amichevole                                                            | -                                                                     | 73’                                                                   |
| 17-10-2023                                                            | São João da Venda                                                     | Guinea                                                                | 1 – 1                                                                 | Gabon                                                                 | Amichevole                                                            | 1                                                                     |                                                                       |
| 17-11-2023                                                            | Berkane                                                               | Guinea                                                                | 2 – 1                                                                 | Uganda                                                                | Qual. Mondiali 2026                                                   | -                                                                     | 64’                                                                   |
| 21-11-2023                                                            | Francistown                                                           | Botswana                                                              | 1 – 0                                                                 | Guinea                                                                | Qual. Mondiali 2026                                                   | -                                                                     |                                                                       |
| 8-1-2024                                                              | Abu Dhabi                                                             | Guinea                                                                | 2 – 0                                                                 | Nigeria                                                               | Amichevole                                                            | -                                                                     | 26’                                                                   |
| 23-1-2024                                                             | Yamoussoukro                                                          | Guinea                                                                | 0 – 2                                                                 | Senegal                                                               | Coppa d'Africa 2023 - 1º turno                                        | -                                                                     | 64’                                                                   |
| 28-1-2024                                                             | Abidjan                                                               | Guinea Equatoriale                                                    | 0 – 1                                                                 | Guinea                                                                | Coppa d'Africa 2023 - Ottavi di finale                                | -                                                                     | 60’                                                                   |
| 2-2-2024                                                              | Abidjan                                                               | RD del Congo                                                          | 3 – 1                                                                 | Guinea                                                                | Coppa d'Africa 2023 - Quarti di finale                                | -                                                                     | 69’                                                                   |
| 6-6-2024                                                              | Baraki                                                                | Algeria                                                               | 1 – 2                                                                 | Guinea                                                                | Qual. Mondiali 2026                                                   | -                                                                     | 45+2’ 90+1’                                                           |
| 10-6-2024                                                             | El Jadida                                                             | Guinea                                                                | 0 – 1                                                                 | Mozambico                                                             | Qual. Mondiali 2026                                                   | -                                                                     |                                                                       |
| 12-10-2024                                                            | Abidjan                                                               | Guinea                                                                | 4 – 1                                                                 | Etiopia                                                               | Qual. Coppa d'Africa 2025                                             | 3                                                                     | 64’                                                                   |
| 15-10-2024                                                            | Abidjan                                                               | Etiopia                                                               | 0 – 3                                                                 | Guinea                                                                | Qual. Coppa d'Africa 2025                                             | 2                                                                     | 62’                                                                   |
| 16-11-2024                                                            | Abidjan                                                               | Guinea                                                                | 1 – 0                                                                 | RD del Congo                                                          | Qual. Coppa d'Africa 2025                                             | 1                                                                     |                                                                       |
| 19-11-2024                                                            | Dar es Salaam                                                         | Tanzania                                                              | 1 – 0                                                                 | Guinea                                                                | Qual. Coppa d'Africa 2025                                             | -                                                                     | 68’                                                                   |
| 21-3-2025                                                             | Abidjan                                                               | Guinea                                                                | 0 – 0                                                                 | Somalia                                                               | Qual. Mondiali 2026                                                   | -                                                                     |                                                                       |
| 25-3-2025                                                             | Kampala                                                               | Uganda                                                                | 1 – 0                                                                 | Guinea                                                                | Qual. Mondiali 2026                                                   | -                                                                     |                                                                       |
| Totale                                                                |                                                                       | Presenze                                                              | 24                                                                    |                                                                       | Reti                                                                  | 9                                                                     |                                                                       |

## Palmarès

### Individuale
- Capocannoniere della UEFA Champions League: 1

2024-2025 (13 reti, a pari merito con Raphinha)